# 多体微扰理论
多体微扰理论是一种基于分子轨域理论的高级量子化学计算方法。这种方法以Hartree-Fock方程的自洽场解为基础，应用微扰理论，获得考虑了相关能的多电子体系近似解，其计算精度与组态相互作用方法的DCI接近，但计算量远小于DCI，是应用比较广泛的高级量子化学计算方法。

## 历史
多体微扰理论是由量子化学家Møller和Plesset在1934年提出的，所以这一方法也经常以二人的名字所写MP表示，MPn表示的是多体微扰n级近似。

## 基本假设
多体微扰理论是以Hartree-Fock方程为基础的，应用微扰法处理的计算方法。微扰法要求将复杂体系的哈密顿算子分解为可精确求解项和微扰项两部分，在多体微扰理论中，引入Hartree-Fock哈密顿算子的概念：
{\displaystyle H_{0}=\sum _{i}^{N}f_{i}}
可以证明，由Hartree-Fock方程解得的单电子分子轨道波函数所构成的斯莱特行列式波函数是{\displaystyle H_{0}}的本征函数，构成斯莱特行列式的各分子轨道轨道能的代数和是{\displaystyle H_{0}}的本征值：
{\displaystyle H_{0}|\Psi _{0}>=\sum _{i}^{N}\epsilon _{i}|\Psi _{0}>}
将多电子体系哈密顿算子分解为Hartree-Fock哈密顿算子和微扰项的代數和：
{\displaystyle H_{ele}=H_{0}+V}
| {\displaystyle V} | {\displaystyle =H_{ele}-H_{0}}                                                                           |
|                   | {\displaystyle =\sum _{i,j>i}^{N}{\frac {1}{r_{ij}}}-\sum _{i}^{N}\sum _{b}^{N}\left(K_{b}-J_{b}\right)} |

在这个假设下，多电子体系电子哈密顿算子被分解为可精确求解的Hartree-Fock哈密顿算子和微扰算子，应用微扰方法进行近似处理。

## 能量和波函数的各级近似

### 零级能量和波函数
在多体微扰理论下，基态零级能量就是构成基态斯莱特行列式的各分子轨道轨道能的代数和，零级波函数就是基态斯莱特行列式波函数。可以看出，多体微扰理论的零级能量精度甚至不如Hartree-Fock方程所得的能量。

### 一级校正
根据微扰理论，能量的一级校正{\displaystyle E_{0}^{(1)}}为：
{\displaystyle E_{0}^{(1)}=<\Psi _{0}^{(0)}|V|\Psi _{0}^{(0)}>}
将微扰算子V的表达式代入得到：
| {\displaystyle E_{0}^{(1)}} | {\displaystyle =<\Psi _{0}^{(0)}\|H_{ele}\|\Psi _{0}^{(0)}>-<\Psi _{0}^{(0)}\|H_{0}\|\Psi _{0}^{(0)}>} |
|                             | {\displaystyle =E_{0}^{HF}-\sum _{a}^{N}\epsilon _{a}}                                                 |

可以看到，经过能量的一级校正后体系能量为：
| {\displaystyle E} | {\displaystyle =E_{0}^{(0)}+E_{0}^{(1)}}                                          |
|                   | {\displaystyle =\sum _{a}^{N}\epsilon _{a}+E_{0}^{HF}-\sum _{a}^{N}\epsilon _{a}} |
|                   | {\displaystyle =E_{0}^{HF}}                                                       |

### 二级校正
根据微扰理论，体系基态能量的二级校正{\displaystyle E_{0}^{(2)}}为：
{\displaystyle E_{0}^{(2)}=\sum _{n\neq \;0}{\frac {{\begin{vmatrix}<\Psi _{0}^{(0)}|V|\Psi _{n}^{(0)}>\end{vmatrix}}^{2}}{E_{0}^{(0)}-E_{n}^{(0)}}}}
其中{\displaystyle \Psi _{n}^{(0)}}为Hartree-Fock哈密顿算子本征能量为{\displaystyle E_{n}^{(0)}}的波函数，其本质是体系激发态的斯莱特行列式
可以证明，只有对双激发的斯莱特行列式才有{\displaystyle {\begin{vmatrix}<\Psi _{0}|V|\Psi _{a,b}^{r,s}>\end{vmatrix}}\neq \;0}所以体系能量的二级校正为：
{\displaystyle E_{0}^{(2)}=\sum _{a<b,r<s}{\frac {{\begin{vmatrix}<\Psi _{0}|V|\Psi _{a,b}^{r,s}>\end{vmatrix}}^{2}}{\epsilon _{a}+\epsilon _{b}-\epsilon _{r}-\epsilon _{s}}}}
将分子项展开，得到：
{\displaystyle E_{0}^{(2)}=\sum _{a<b,r<s}{\frac {{\begin{vmatrix}<\chi _{a}\chi _{b}||\chi _{r}\chi _{s}>\end{vmatrix}}^{2}}{\epsilon _{a}+\epsilon _{b}-\epsilon _{r}-\epsilon _{s}}}}
最终体系经过二级校正的基态能量为：
{\displaystyle E=E_{0}^{HF}+\sum _{a<b,r<s}{\frac {{\begin{vmatrix}<\chi _{a}\chi _{b}||\chi _{r}\chi _{s}>\end{vmatrix}}^{2}}{\epsilon _{a}+\epsilon _{b}-\epsilon _{r}-\epsilon _{s}}}}
由于式中{\displaystyle \epsilon _{r}}{\displaystyle \epsilon _{s}}是体系未占据分子轨道的轨道能，在基态，其能量衡高于{\displaystyle \epsilon _{a}}和{\displaystyle \epsilon _{b}}所以能量的二级微扰是一个负值，因而考虑二级微扰的体系能量低于Hartree-Fock方程得到的体系能量，这一差异来自电子相互作用。
考虑二级校正的多体微扰计算简称MP2

### 高级校正
更高级的校正是以较低级校正为计算基础的，随着校正级别的提高，计算量也急剧增加，理论上讲，随着校正级别的提高最终的体系能量会逐渐逼近真实值。目前的计算方法最高可以进行MP5计算，即体系能量的五级校正。

## 方法评价
多体微扰理论方法是一种量子化学高级计算方法，在考虑相关能的计算方法中，多体微扰理论方法是计算量相对最小的。MP1可以达到HF方程的计算精度，MP2一般可以达到60%的相关能，与DCI方法相当，但计算过程仅需要计算少量双电子积分，远远小于DCI；MP4一般可以达到85%的相关能。
MPn方法是一个大小一致的方法，即对电子数不同的体系，使用MPn计算的精度是相同的，这一特性使得MPn方法特别适合进行化学反应的模拟计算。但是由于MPn方法以HF方程为基础，因而受到HF方程的局限，对于那些应用HF方程不能很好处理的体系，如非限制性开壳层体系，MPn方法也不能很好处理。